# Schendylops
Schendylops är ett släkte av mångfotingar. Schendylops ingår i familjen småjordkrypare.

## Dottertaxa tillSchendylops, i alfabetisk ordning[1]
- Schendylops amazonicus
- Schendylops anamariae
- Schendylops andesicola
- Schendylops attemsi
- Schendylops australis
- Schendylops bakeri
- Schendylops bolivianus
- Schendylops borellii
- Schendylops brasilianus
- Schendylops caledonicus
- Schendylops colombianus
- Schendylops continuus
- Schendylops coscaroni
- Schendylops demangei
- Schendylops demartini
- Schendylops demelloi
- Schendylops dentifer
- Schendylops edentatus
- Schendylops elegantulus
- Schendylops fieldi
- Schendylops gounellei
- Schendylops gracilis
- Schendylops iguapensis
- Schendylops interfluvius
- Schendylops janauarius
- Schendylops labbanus
- Schendylops lesnei
- Schendylops lomanus
- Schendylops longitarsis
- Schendylops luederwaldi
- Schendylops madariagensis
- Schendylops marchantariae
- Schendylops maroccanus
- Schendylops mesopotamicus
- Schendylops minutus
- Schendylops nealotus
- Schendylops oligopus
- Schendylops olivaceus
- Schendylops pallidus
- Schendylops pampeanus
- Schendylops paolettii
- Schendylops paraguayensis
- Schendylops parahybae
- Schendylops paucidens
- Schendylops paulista
- Schendylops perditus
- Schendylops peruanus
- Schendylops placcii
- Schendylops polypus
- Schendylops potosius
- Schendylops pumicosus
- Schendylops schubarti
- Schendylops sublaevis
- Schendylops titicacaensis
- Schendylops tropicus
- Schendylops varipictus
- Schendylops verhoeffi
- Schendylops virgingordae